# Naródnaia
Naródnaia (en rus muntanya del poble) també conegut com a Naroda i Poznurr; en rus: Гора Наро'дная, Гора На'родная, На'рода-Из, és el cim més alt de la serralada dels Urals que de forma arbitrària separa Europa d'Àsia. Té una alçada de 1895 metres i una prominència de 1772 m. Es troba a Tiumén, Komi, Rússia.
El riu Naroda flueix cap al sud-est des del cim fins al riu Obi a Sibèria, i el riu Kos'yu flueix cap al nord-oest del cim fins al riu Pechora a Europa.
La muntanya es va formar en el Proterozoic i Cambrià. Hi ha glaceres a la muntanya i boscos de làrixs i bedolls al peu de la muntanya. La part alta està coberta de tundra.